# Пустеля Тартарі
Пустеля Тартарі (італ. Il deserto dei Tartari) — італійський фільм 1976 року режисера Валеріо Дзурліні з міжнародним акторським складом, який включав Жака Перрена, Вітторіо Ґассмана, Макса фон Сюдова, Франсіско Рабаля, Філіппа Нуаре, Фернандо Рея та Жана-Луї Трінтіньяна. До акторського складу також увійшов ветеран іранського кіно актор Мохаммад-Алі Кешаварз.
Заснований на романі Діно Буццаті «Татарський степ», дія якого відбувається приблизно в 1900 році, фільм розповідає історію молодого офіцера неназваної армії, який отримує призначення у стародавню фортецю, що охороняє кордон пустелі з татарами. Знятий в Арг-е Бам (Іран) і випущений 29 жовтня 1976 року в Італії, пізніше фільм був показаний у розділі «Каннська класика» Каннського кінофестивалю 2013 року.
Вражаючий візуальний стиль фільму, відомий своїми декораціями, освітленням і операторською роботою, був створений під впливом робіт італійського художника Джорджо де Кіріко. 

## Сюжет
Перше призначення молодого лейтенанта Джованні Дрого — віддалена стара фортеця Бастіано на кордоні імперії. Фортеця межує з пустелею, в якій мешкають кочові племена, і де час від часу трапляється щось незрозуміле й тривожне. На цій самотній заставі гарнізон живе в очікуванні нападу ворога, можливо, сусідньої держави, а можливо, кочовиків. Ізоляція та постійний стрес виснажують їх психічно і фізично. Командування гарнізону з незрозумілих причин ігнорує застереження офіцерів про те, що в пустелі, схоже, будують дорогу. Офіцери сваряться, і взвод солдатів бунтує, коли одного з них застрелюють за нібито дезертирство. Спроби Дрого перевестись на службу до міста, зазнають невдач. Коли зненацька під самою фортецею виникає ворожа армія, офіцери розгублені. Дрого на цей час уже серйозно хворий. Його майже насильно саджають в карету, щоби везти до міста. Він їде з фортеці, до стін якої підступив ворог.

## Акторський склад
- Жак Перрен: Лейтенант Дрого
- Вітторіо Ґассман: полк. Філімор
- Джуліано Джемма: Майор Матіс
- Гельмут Грім: Лейтенант Симеон
- Філіпп Нуаре: генерал
- Фернандо Рей: підполковник Натансон
- Лоран Терзіфф: лейтенант фон Гамерлінг
- Жан-Луї Трентіньян: хірург майор Ровин
- Макс фон Сюдов: кап. Ортіс
- Джузеппе Памбієрі: лейтенант Ратенау
- Франциско Рабаль: сержант майор Тронк
- Лілла Бріньоне: мати Дрого

## Виробництво
Деякі режисери (Антоніоні, Янчо) планували кінематографічний твір за мотивами роману Буццаті, але не взялися за реалізацію через неминучі сюжетні та економічні труднощі. Ситуація була розблокована завдяки Жаку Перрену, який особисто займався пошуком фінансування, і перш за все завдяки щасливому відкриттю в південно-східному Ірані стародавньої фортеці Арг-е Бам, де і знімався фільм.
Місто, яке входить до списку Всесвітньої спадщини ЮНЕСКО, було майже повністю зруйноване землетрусом, що стався в Ірані в грудні 2003 року, внаслідок чого загинуло понад 40 000 людей.
Деякі сцени були зняті в Брессаноне, Трентіно-Альто-Адідже, а також у районі Кампо Імператоре та гори Веліно в Абруццо, а інтер'єри створювали в Чинечитта.

## Нагороди

### Виграв
- Премія Давида ді Донателло 1977:
  - Премія «Давид» — найкращий режисер: Валеріо Дзурліні
  - Премія «Давид» — найкращий фільм
  - Спеціальна премія «Давид» — найкращий актор: Джуліано Джемма
- Італійський національний синдикат кіножурналістів 1977:
  - Премія «Срібна стрічка» — найкращий режисер: Валеріо Дзурліні

### Номінований
- Італійський національний синдикат кіножурналістів 1977:
  - Премія «Срібна стрічка» — найкращий актор другого плану: Джуліано Джемма